# Eunidia major
Eunidia major är en skalbaggsart som beskrevs av Stefan von Breuning 1977. Eunidia major ingår i släktet Eunidia och familjen långhorningar. Inga underarter finns listade i Catalogue of Life.